# Уолф награди за изкуства
Уолф наградите за изкуства (на английски: Wolf Prize in Arts) са отличия, присъждани в Израел от Фондация „Уолф“ за успехи в областта на изкуството, включително в архитектурата.
Те са вид на Уолф наградите, които се връчват за постижения в областта на агрономството, химията, физиката, математиката и медицината.
Наградите се присъждат всяка година. Първото връчване на наградите се състои през 1981 г.

## Лауреати
(Непълен списък)
- 1993 г.: Брус Нойман (САЩ), скулптура
- 1995 – 1996 г.: Герхард Рихтер (Германия), изобразително изкуство
- 2006 – 2007 г.: Микеланджело Пистело (Италия), изобразително изкуство
- 2011 г.: Розмари Трокел (Германия), изобразително изкуство
- 2013 г.: Едуардо Соудо де Моура (Португалия), архитектура
- 2014 г.: Олафур Елайсон (Дания), скулптура